# 永山車站 (北海道)

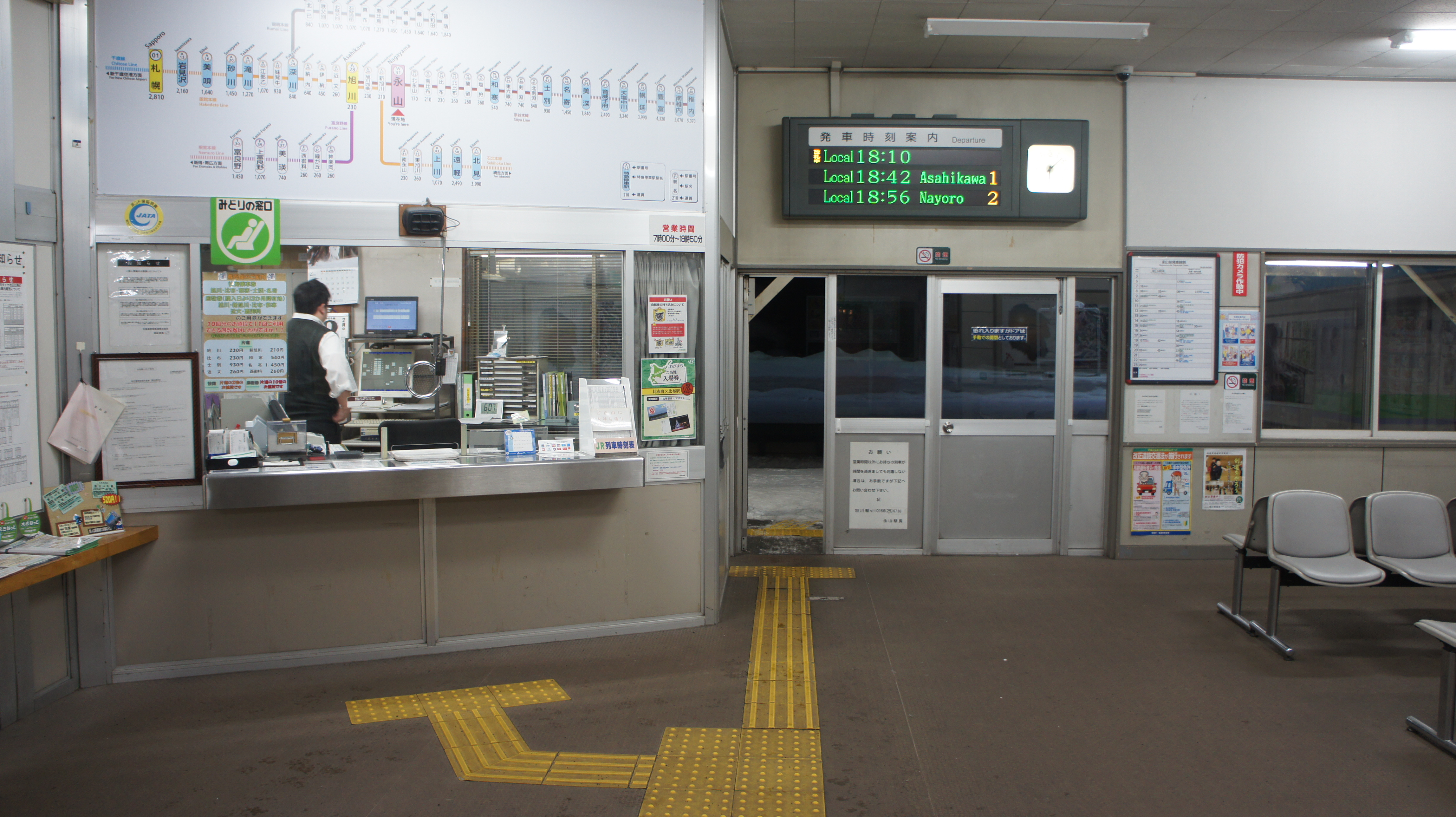
驗票口（2018年2月）

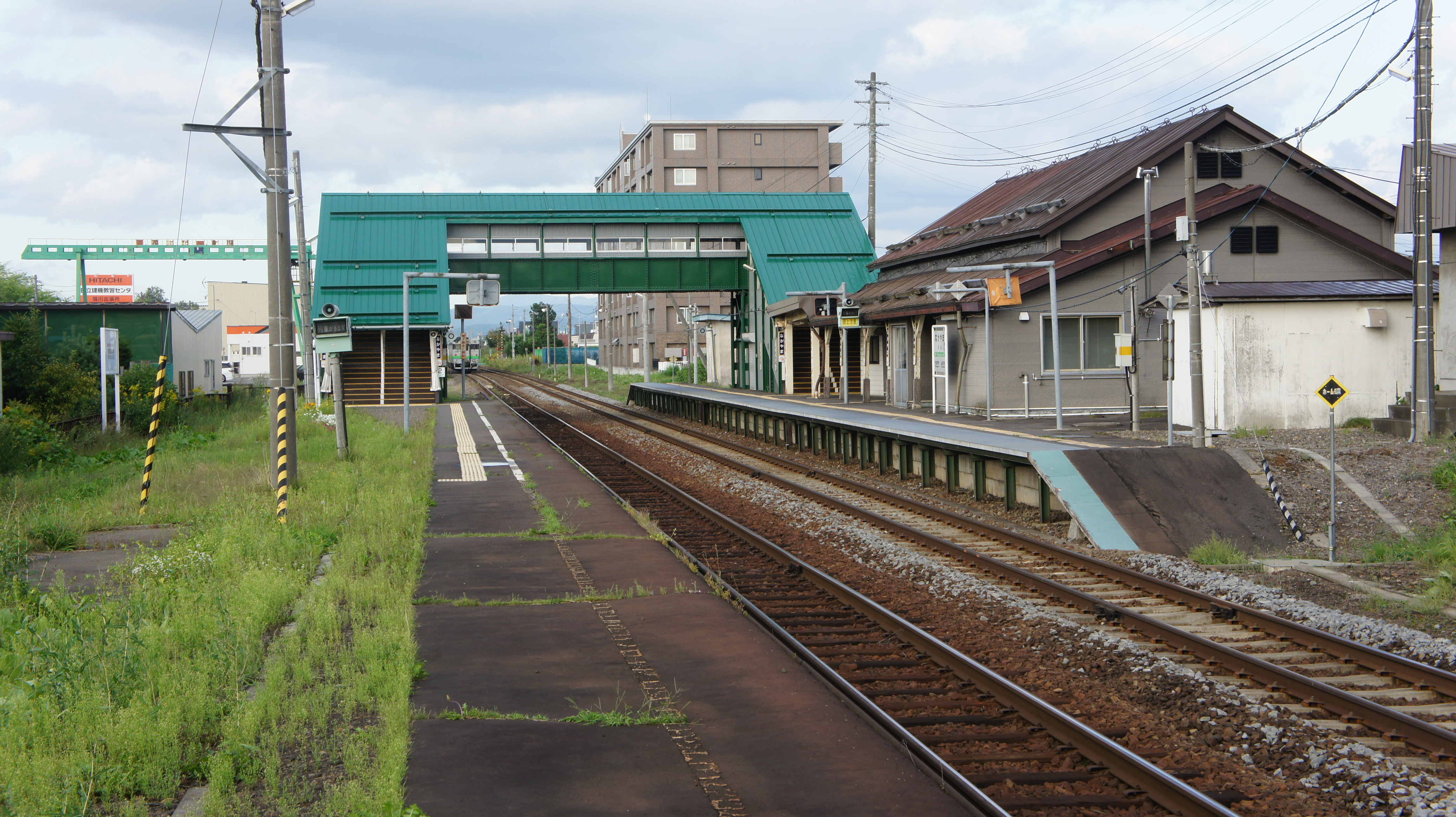
月台（2017年8月）

永山車站（日语：／ Nagayama eki */?）是由北海道旅客鐵道（JR北海道）所經營的鐵路車站，位於日本北海道旭川市。本站是宗谷本線的沿線車站，在日間（上午7時至傍晚18時50分之間）是個配置有站務員與提供綠窗口（みどりの窓口）服務的有人車站。車站編號為W31。電報略號為（NaKa）。
普通列車及快速列車「名寄號列車」都會在本車站停靠。由於此站以北實行特殊電子自動閉塞模式，由旭川駛進的下行特急列車，均必須在2號月台進行運轉停車（即列車靠站但不上下乘客），啟動駕駛室旁的訊號系統後才可繼續前行，至於上行特急列車則可以於1號線高速不停站經過。

## 歷史
- 1898年：

- 8月12日：北海道官設鐵道天鹽線的車站開業，為兼辦客運和貨運的一般站。
- 11月25日：路線由本站延伸至蘭留。

- 1905年4月1日：由國有鐵道接管業務。[1]
- 1978年12月1日：貨物提取只限由專用線起訖的列車為限[2]。
- 1984年2月1日：廢除貨物及行李處理[1][2]。
- 1987年4月1日：國鐵分割民營化後，由JR北海道繼承業務。
- 1998年：宗谷本線由本站以南與函館本線小樽～旭川間PRC（日语：自動進路制御装置）化[3]。
- 2000年：隨時間表改正旭川～名寄實行高速化、站內轉轍器改為採用彈性設計[4]。

## 利用狀況
- 根據「旭川市統計書」和JR北海道旭川支社的資料，近年每年的乘車人員如下。

| 年度 | 乘車人數 | 1日平均 | 來源       |
| ---- | -------- | ------- | ---------- |
| 2011 | 175,680  | 481     | [ 統計 1 ] |
| 2012 | 174,470  | 477     | [ 統計 1 ] |
| 2013 | 177,390  | 486     | [ 統計 1 ] |
| 2014 | 171,550  | 470     | [ 統計 1 ] |
| 2015 | 172,752  | 473     | [ 統計 1 ] |
| 2016 | 182,865  | 500     | [ 統計 1 ] |
| 2017 | 182,865  | 501     | [ 統計 2 ] |
| 2018 | 178,120  | 488     | [ 統計 2 ] |
| 2019 | 176,660  | 484     | [ 統計 2 ] |
| 2020 | 123,735  | 338     | [ 統計 2 ] |
| 2021 | 109,500  | 300     | [ 統計 2 ] |
| 2022 | 122,275  | 335     | [ 統計 2 ] |
| 2023 | 131,760  | 361     | [ 統計 2 ] |

## 相鄰車站
北海道旅客鐵道（JR北海道）
■宗谷本線
■特急「宗谷」、「佐呂別」
通過
□快速「名寄」
旭川（A28）－（一部分停靠旭川四條（A29））－永山（W31）－比布（W34）
■普通
新旭川（A30）－（（貨）北旭川）－永山（W31）－（※）北永山（W32）－比布（W34）

### 統計
1. ↑   (PDF). 旭川市: 62. 2018  [2019-04-22]. （原始内容存档 (PDF)于2017-11-18）.
2. ↑  旭川市統計書 令和6（2024）年度版：第9章 運輸及び通信，第64頁。

## 外部連結
- JR北海道 – 永山車站 （页面存档备份，存于）（日語）
- 全驛參觀之旅 （页面存档备份，存于）（日語）